# Tom Turesson
Tom Turesson (* 17. Mai 1942; † 13. Dezember 2004) war ein schwedischer Fußballspieler und -trainer.

## Laufbahn
Turesson spielte in der Jugend bei IK Rex und Vendel tom 1960, ehe er  1961 bei Hammarby IF in der Herrenmannschaft debütierte. Bis 1968 war er für den Klub aktiv und wechselte dann nach Belgien zum FC Brügge. In seinen zwei Jahren im Ausland schaffte er einen Pokalsieg. 1970 kehrte er nach Schweden zurück und spielte noch bis 1976 für Hammarby IF. Insgesamt bestritt er 227 Spiele in der Allsvenskan und schoss 49 Tore.
Turesson spielte 22 Mal für die schwedische Nationalmannschaft und schoss neun Länderspieltore. Mit der Landesauswahl nahm er an der Weltmeisterschaft 1970 teil und schoss beim 1:1-Unentschieden gegen Israel seinen einzigen Turniertreffer. Wegen des schlechteren Torverhältnisses gegenüber Uruguay musste er mit der Mannschaft als Gruppendritter vorzeitig abreisen.
Nach dem Ende der aktiven Karriere übernahm er das Traineramt bei Hammarby IF. 1978 musste er das Amt aus Gesundheitsgründen abgeben. Wegen Nierenversagen musste mehrmals das Organ transplantiert werden.

## Erfolge
- Belgischer Pokalsieger: 1970